# Lagerstätte

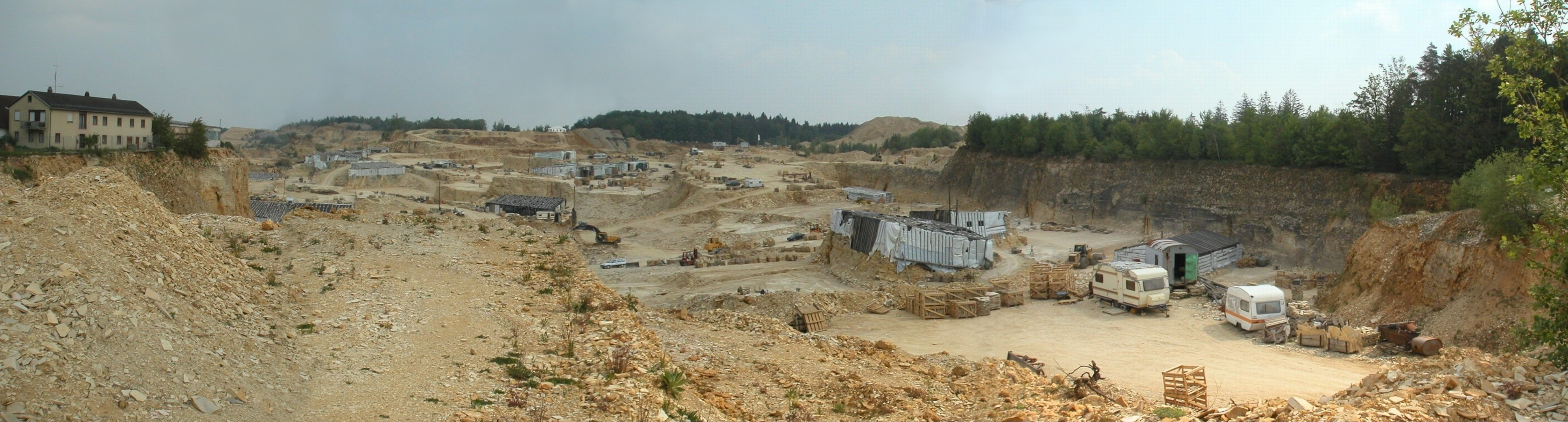
Lagerstätte di Solnhofen

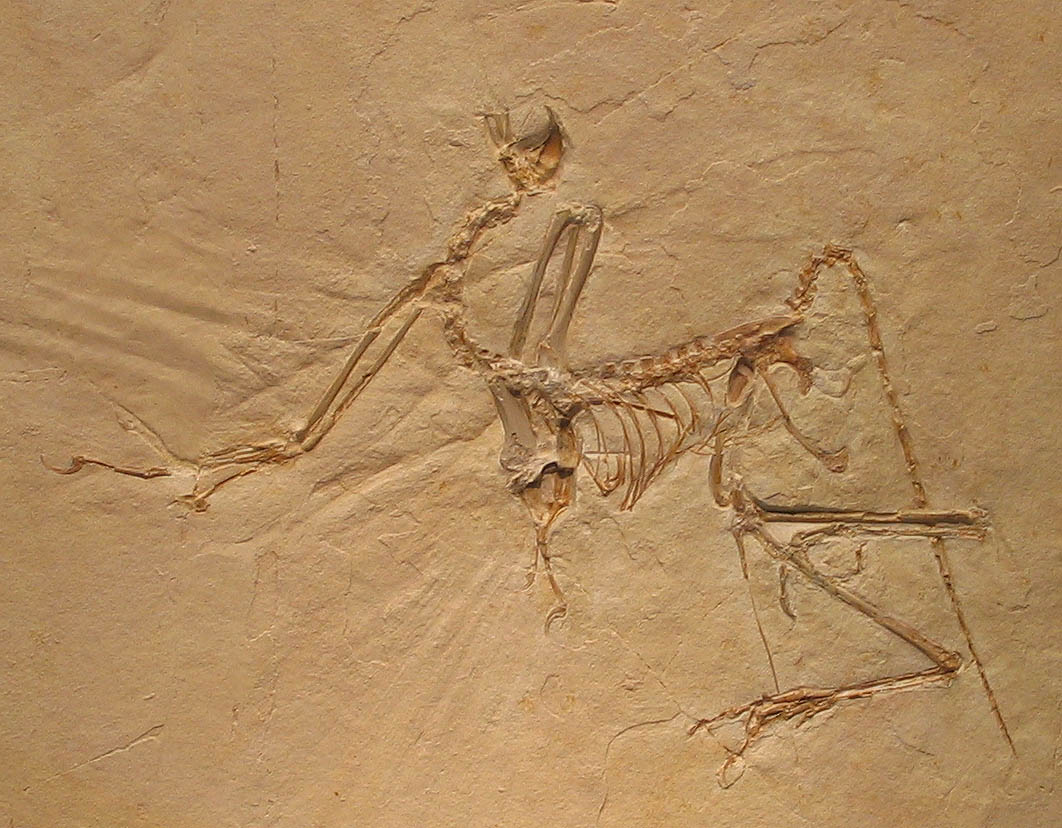
Archaeopteryx bavarica, Calcare di Solnhofen

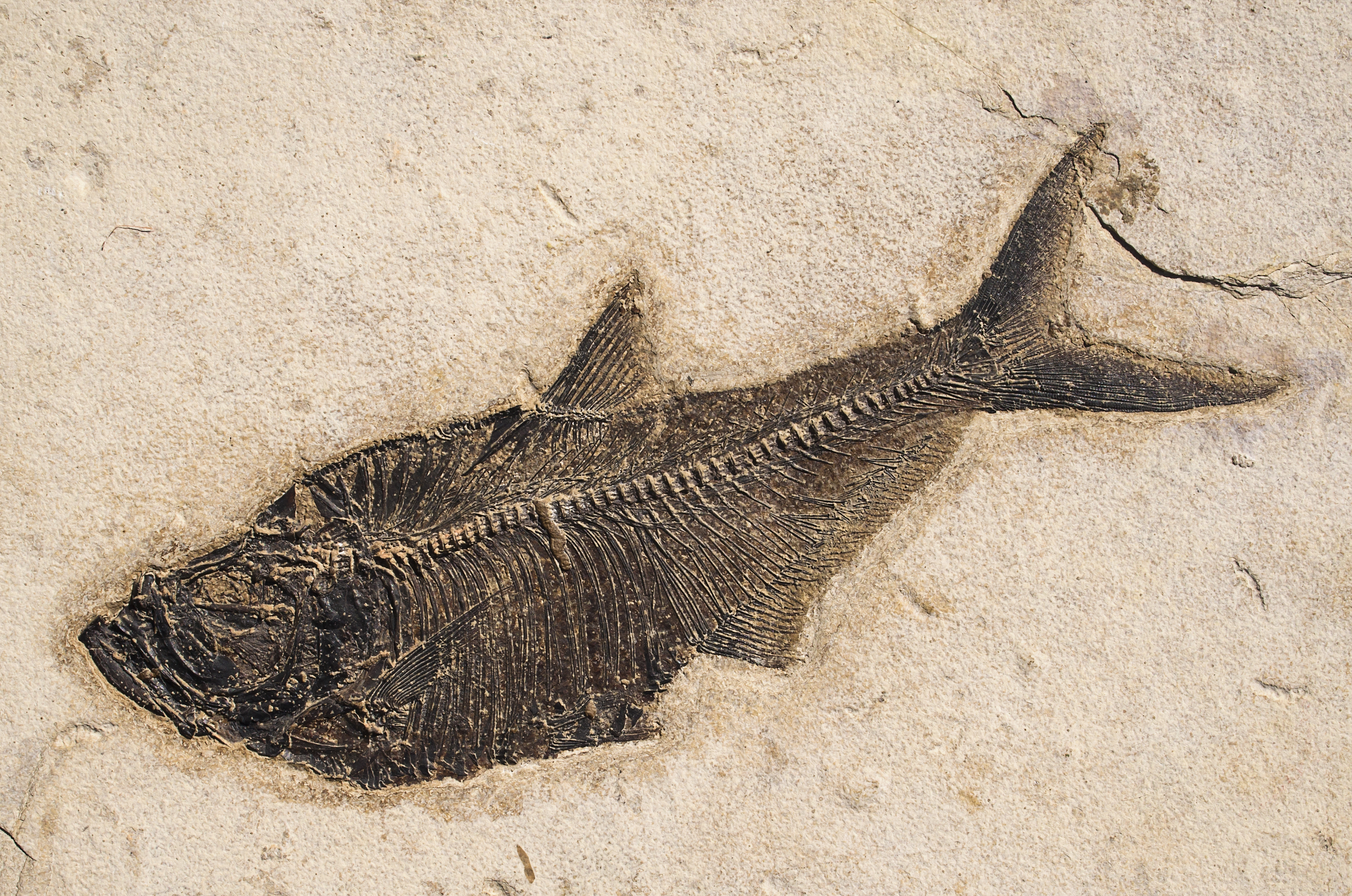
Diplomystus dentatus, Formazione Green River

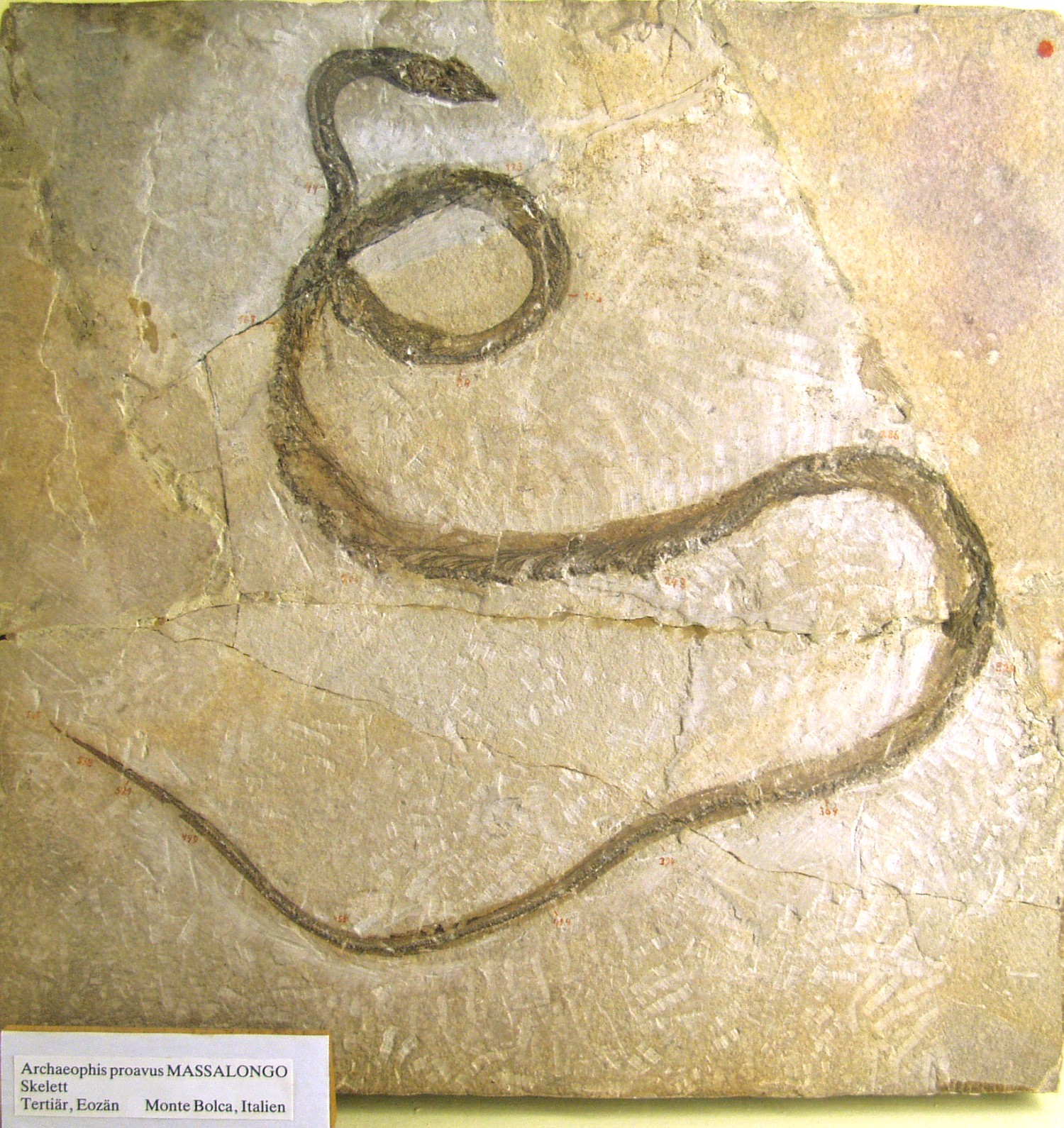
Fossile di Archaeophis proavus Massalongo, Bolca

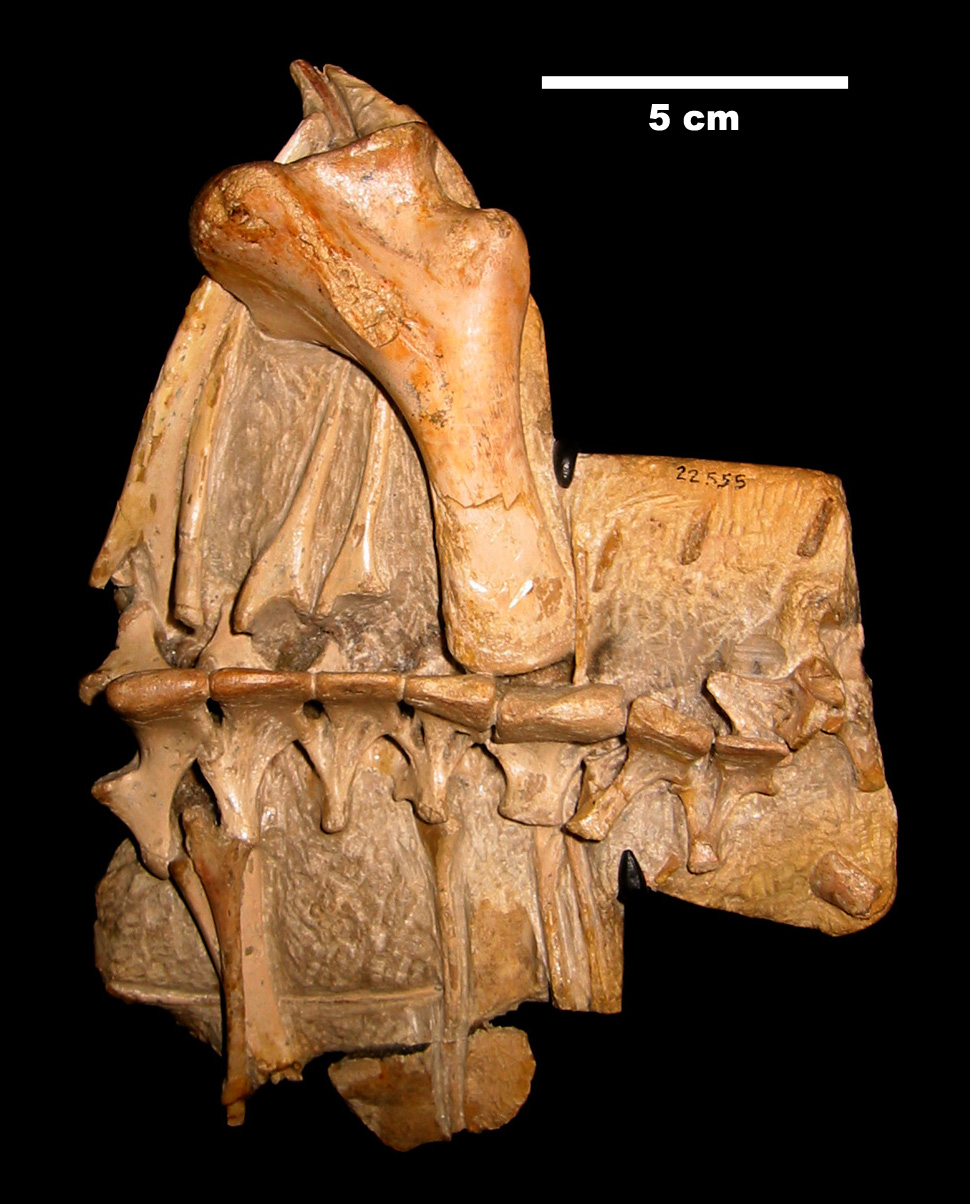
Spalla di Anhanguera santanae, Formazione Santana

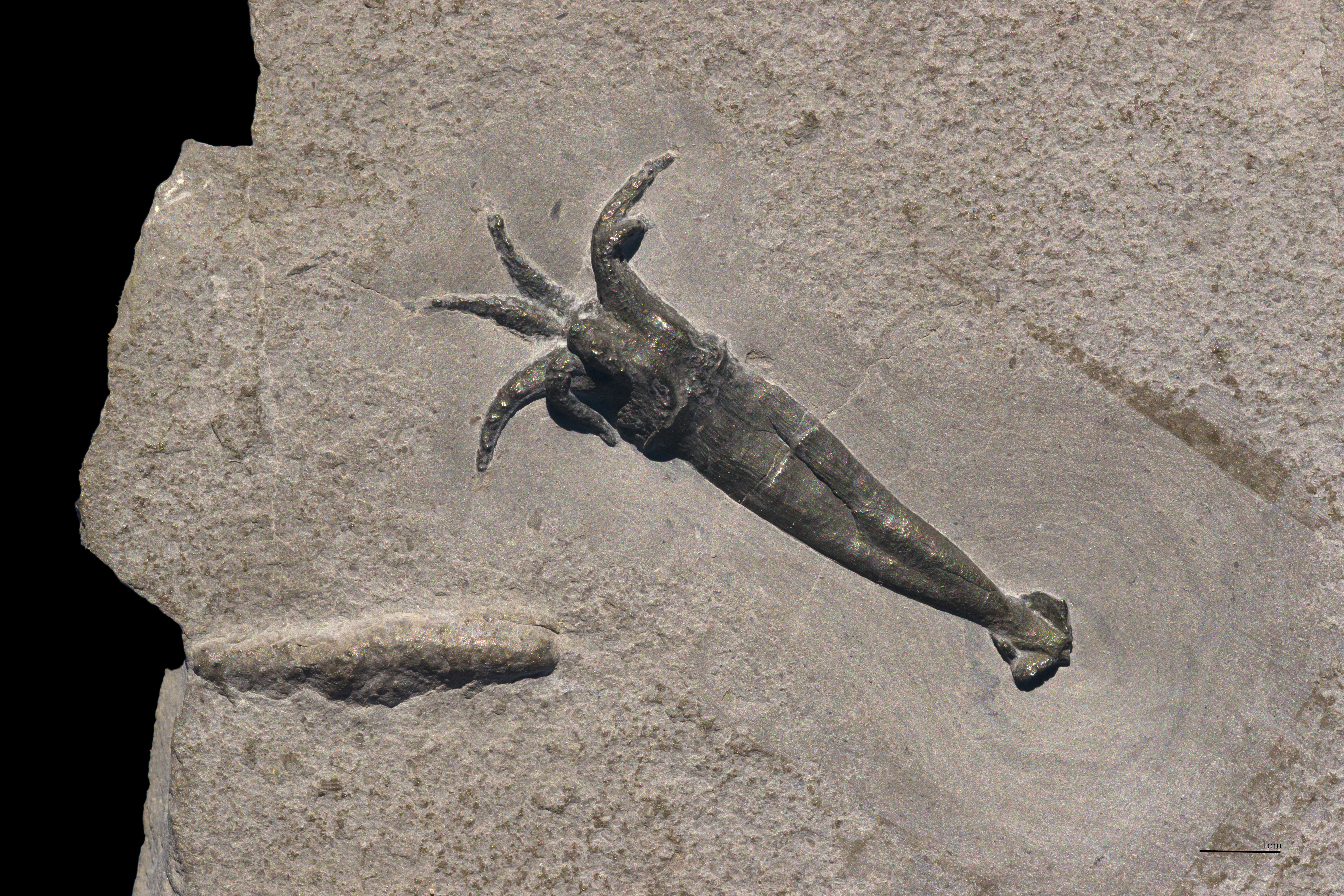
Rhomboteuthis lehmani: calamaro con parti molli in eccezionale stato di conservazione per piritizzazione, proveniente da giacimento calloviano di La Voulte-sur-Rhône, Ardèche, Francia

Una Lagerstätte o Fossil-Lagerstätte è un corpo sedimentario che offre un'eccezionale quantità di informazioni sulla vita del passato a causa dell'abbondanza degli esemplari contenuti e, nel caso dei Konservat-Lagerstätte, del loro straordinario stato di conservazione.

## Classificazione
Secondo Adolf Seilacher, le Lagerstätten possono essere classificate in due categorie:
Konzentrat-Lagerstätten («giacimenti per accumulo»), giacimenti in cui sono presenti grandi quantità di parti dure degli organismi, per es. tessuto osseo o cartilagineo, in ottimo stato di conservazione. Sono meno spettacolari dei Konservat-Lagerstätten, ma veicolano ugualmente informazioni importanti. Per definizione, la presenza di gusci calcarei (conchiglie) non definiscono una Lagerstätte. Classici esempi di Konzentrat-Lagerstätten sono i cosiddetti bone beds, ovvero letti ossiferi, derivanti dall'accumulo di ossa di vertebrati in enorme quantità, e le coquinas, ovvero grandi quantità di conchiglie, coralli, briozoi, echinoidi e foraminiferi. Generalmente, questi resti sono mineralizzati da calcite o fosfati.
Konservat-Lagerstätten («giacimenti per conservazione»), giacimenti in cui prevalgono esemplari in eccezionale stato di conservazione, con molti resti di vertebrati ancora con le articolazioni in posa come se fossero vivi e anche con buona conservazione dei tessuti molli e più delicati sotto forma di impronte o mineralizzate. La loro importanza è enorme: ciò che sappiamo sulla storia evolutiva degli invertebrati, delle piante e degli stessi vertebrati si deve in gran parte alle Konservat-Lagerstätten. Esistono diversi tipi di depositi di conservazione:
- Depositi di stagnazione: sono quei depositi che si formano conseguentemente all'assenza di fattori fisici (moto ondoso, escursione di marea, vento, ecc.) che possano perturbare il bacino di accumulo fossilifero. Per tanto, i resti organici si accumulano stagnando sul fondo, originando quindi un deposito caratterizzato da fossili generalmente in ottimo stato di conservazione.
- Trappole di soffocamento: si tratta di depositi originati dal seppellimento repentino di organismi (prima della morte o immediatamente dopo), che si verifica solitamente in conseguenza di frane o correnti di torbida. Conseguenza del seppellimento è l'ottimo stato di conservazione dei fossili, che vengono sottratti immediatamente all'azione degli organismi o degli agenti in grado di decomporre il reperto.
- Trappole di conservazione: sono così definiti i depositi in cui gli organismi viventi restano intrappolati negli ultimi istanti di vita, e dove conseguentemente ha luogo il processo di fossilizzazione. La resina degli alberi, ad esempio, è in grado di intrappolare insetti e piccoli vertebrati, per poi fossilizzare dando origine all'ambra. Laghetti caratterizzati da risalite di idrocarburi (che rendono molto viscose le acque), paludi e sabbie mobili, costituiscono invece trappole di conservazione in cui spesso si rinvengono splendidi esemplari di vertebrati, anche di considerevoli dimensioni.

Spesso, nei Fossil Lagerstätten, è possibile rinvenire un'ampia varietà di fossili, appartenenti a decine o centinaia di specie differenti, sia animali che vegetali. Proprio grazie alla scoperta di importanti depositi fossiliferi è stato possibile ricostruire, con ottima approssimazione, le caratteristiche paleo-biologiche di flora e fauna relative al periodo di formazione del deposito.

## Meccanismi di formazione
Di norma, dopo la morte, gli animali privi di guscio sono soggetti a totale distruzione da parte di animali predatori o necrofagi, a causa dei processi tanatologici putrefattivi o per opera dei fattori fisico-ambientali. I fattori che hanno favorito la formazione delle Konservat-Lagerstätte non sono del tutto noti, ma possono essere ipotizzati. È molto probabile che il deterioramento degli esemplari sia stato impedito dall'essersi depositati, subito dopo la morte, sul fondo marino, un ambiente ostile a predatori e necrofagi e in grado di rallentare i processi putrefattivi. Altri fattori favorenti la conservazione possono essere stati le proliferazioni di alghe tossiche, l'impoverimento dell'ossigeno nell'acqua e l'ipersalinità.

## Esempi di Konservat-Lagerstätten
- La formazione Santana, in Brasile, ricca di pesci fossili compattati e conservati in strati di calcare, osservati per la prima volta nel lontano 1823 nel corso della spedizione di von Martius e von Spix[4]
- l'Argillite di Burgess, nella Columbia Britannica, scoperta da Charles Doolittle Walcott nel 1909, dove è conservata una ricca e bizzarra fauna di invertebrati[5]
- il calcare di Solnhofen, in Germania, che ha fornito fra l'altro i resti dell'Archaeopteryx, il più antico uccello conosciuto
- il monte Bolca, in Italia, con una straordinaria fauna marina tropicale dell'Eocene
- il giacimento di Besano / Monte San Giorgio, tra Italia e Svizzera, in cui si è conservata una fauna di pesci e di rettili acquatici risalenti al Triassico Medio
- i giacimenti cretacei del Liaoning, in Cina, nei quali sono stati rinvenuti straordinari fossili di dinosauri piumati (Sinosauropteryx prima), oltre che una grande quantità di uccelli primitivi[6]
- il pozzo di Messel, in Germania, i cui sedimenti, che poggiano su di una base di arenaria, presentano uno straordinario campionario di flora e fauna risalente all'Eocene: per alcune specie è stato ritrovato addirittura l'impronta di pellicce, penne o la pelle degli animali che presentano muta periodica[7]